# Filmåret 1950

## Årets filmer

### A - G
- Allt om Eva
- Anderssonskans Kalle[1]
- Annie Get Your Gun
- Askungen
- Broken Arrow
- Brudens fader
- Bäverdalen
- Cyrano de Bergerac - värjans mästare
- Demonernas port
- Den siste sjörövaren
- Djungel-Jim och guldligan
- Djungel-Jim och leopardkvinnan
- Falköga
- Flicka och hyacinter
- Franciscus, Guds gycklare
- Fransk vardag
- Frökens första barn
- Född i går
- Gentleman i vilda västern
- Giftsmugglare
- Gränsryttarna vid Rio Grande
- Gubben Noak

### H - N
- Hjärter knekt
- Hon stod i rök och damm
- Härligt förälskad
- I asfaltens djungel
- I sommartid
- Ingen väg ut
- Jan Långbens nya hobby
- Jan Långben tar ridlektion
- Kalle Anka i klistret
- Kalle Anka i plurret
- Kalle Anka visar lejonklon
- Kanske en gentleman
- Kapten Blods hämnd
- Kon-Tiki
- Kung Salomos skatt
- Kvartetten som sprängdes
- Kvitt eller dubbelt
- Kyssen på kryssen
- Kärlekens hus
- Landet bortom prärien
- Loffe blir polis
- Med folket för fosterlandet
- Min syster och jag
- Min vän Harvey
- Motorkavaljerer
- Muntra fruarna i Windsor
- Mörk stad
- Nakna nerver
- När Bengt och Anders bytte hustrur

### O - U
- Operation X
- Orphée
- Panik på öppen gata
- Pansarbrigaden
- Pimpernel Svensson
- Påhittiga Johansson
- Restaurant Intim
- Ring kriminalen 1-1000
- Robin Hoods fiender
- Sardinmysteriet
- Stjärnsmäll i Frukostklubben
- Skattkammarön
- Stromboli
- Sunset Boulevard
- Syndare i söderhavet
- Sånt händer inte här
- Tarzan och slavflickan
- Till glädje
- Tre små ord
- Två flickor på gaffeln
- Upp med ridån

### V - Ö
- Vilda västerns skräck
- Visit i Paris
- Winchester '73
- Åsa-Nisse på jaktstigen[2]
- Överfallet vid Bitter Springs

## Födda
- 21 januari – Ole Ränge, svensk skådespelare.
- 23 januari – Kerstin Hellström, svensk skådespelare och teaterregissör.
- 27 januari – Hans Harnesk, svensk rekvisitör och skådespelare.
- 28 januari – Per Waldvik, svensk skådespelare, producent och utbildningsledare.
- 12 februari – Michael Ironside, kanadensisk skådespelare.
- 13 februari – Eva Remaeus, svensk skådespelare.
- 15 februari – Gustav Svensson, svensk missbrukare som blev känd genom dokumentären Dom kallar oss mods.
- 18 februari
  - John Hughes, amerikansk regissör, manusförfattare och filmproducent.
  - Cybill Shepherd, amerikansk skådespelare.
- 21 februari – Larry Drake, amerikansk skådespelare.
- 22 februari
  - Ellen Greene, amerikansk skådespelare.
  - Miou-Miou, fransk skådespelare.
  - Julie Walters, brittisk skådespelare.
- 23 februari – Richard Dean Anderson, amerikansk skådespelare.
- 16 mars – Tom Ahlsell, svensk skådespelare.
- 17 mars – Rex Brådhe, svensk skådespelare och regissör.
- 18 mars – Brad Dourif, amerikansk skådespelare.
- 20 mars – William Hurt, amerikansk skådespelare.
- 26 mars – Alan Silvestri, amerikansk filmmusik-kompositör.
- 29 mars – Catti Edfeldt, svensk regissör, manusförfattare och skådespelare.
- 30 mars
  - Robbie Coltrane, brittisk skådespelare.
  - William H. Macy, amerikansk skådespelare.
- 5 april – Marie Ahl, svensk skådespelare.
- 10 april – Johan Thorén, svensk stuntman och TV-person.
- 13 april – Ron Perlman, amerikansk skådespelare.
- 15 april – Eva Fritjofson, svensk skådespelare.
- 3 maj – Viktor Friberg, svensk skådespelare.
- 12 maj
  - Bruce Boxleitner, amerikansk skådespelare.
  - Harry Goldstein, svensk skådespelare och regissör.
- 29 maj – Göran Carmback, svensk regissör.
- 31 maj – Tom Berenger, amerikansk skådespelare och producent.
- 1 juni
  - Gemma Craven, brittisk skådespelare och sångare.
  - John M. Jackson, amerikansk skådespelare.
- 2 juli – Agneta Eckemyr, svensk skådespelare och modefotograf.
- 31 juli – Anita Molander, svensk skådespelare.
- 3 augusti – John Landis, amerikansk skådespelare, regissör, producent och manusförfattare.
- 6 augusti – Dorian Harewood, amerikansk skådespelare.
- 23 augusti – Saeed Hooshidar, svensk dansare, koreograf och skådespelare.
- 11 september – Amy Madigan, amerikansk skådespelare.
- 16 september – Barbro Christenson, svensk skådespelare.
- 21 september – Bill Murray, amerikansk skådespelare.
- 5 oktober – Jeff Conaway, amerikansk skådespelare.
- 10 oktober – Johan Lindell, svensk skådespelare.
- 19 oktober – Cecilia Hjalmarsson, svensk skådespelare.
- 20 oktober – William Russ, amerikansk skådespelare.
- 30 oktober – Lamine Dieng, svensk skådespelare, dansare och konstnär.
- 31 oktober – John Candy, amerikansk-kanadensisk skådespelare.
- 4 november – Ingela Sahlin, svensk skådespelare.
- 7 november – Marvin Yxner, svensk skådespelare.
- 10 november – Debra Hill, amerikansk filmproducent och manusförfattare.
- 22 november – Marie de Geer, svensk skådespelare.
- 28 november – Ed Harris, amerikansk skådespelare och regissör.
- 8 december – San Malmström, svensk produktionssekreterare, regiassistent och manusförfattare.
- 12 december – Anna Carlson, svensk skådespelare.
- 29 december – Jon Polito, amerikansk skådespelare.

## Avlidna
- 4 april – Hugo Jacobson, 58, svensk operettsångare och skådespelare.
- 28 maj – Thor Modéen, 52,  svensk skådespelare och komiker.
- 16 juni – Wanda Rothgardt, 45, svensk skådespelare.
- 15 juli – Emile Stiebel, 74, svensk operasångare och skådespelare.
- 23 oktober – Al Jolson, 64, amerikansk sångare och skådespelare.
- 22 november – Elvin Ottoson, 70, svensk sångare, skådespelare och regissör.

### Fotnoter
1. ↑  IMDB, läst 29 februari 2012
2. ↑  IMDB, läst 1 mars 2012